# Boney M.
Boney M. és un grup de música eurodance i disco que va assolir una gran fama durant la dècada dels 70. Va ser creat pel productor alemany Frank Farian el 1975, que aleshores treballava per la discogràfica alemanya Hansa, una companyia que en la dècada següent llançaria Modern Talking.
Boney M. estava format per quatre artistes de les Antilles que treballaven a Londres, Alemanya i Països Baixos: les cantants Marcia Barret (Santa Catalina, Jamaica, 14 d'octubre de 1948), i Liz Mitchell (Clarendon (Jamaica), 12 de juliol de 1952), la model Maizie Williams (Montserrat, Antilles Britàniques, 25 de març de 1951) i l'ex DJ Bobby Farrell (Aruba, Antilles Holandeses, 6 d'octubre de 1949).

## Història
L'origen del grup està en un experiment que va realitzar Frank Farian llançant la cançó Baby Do You Wanna bump? amb músics arranjadors i cantants d'estudi desconeguts. L'experiment va assolir tal èxit als Països Baixos que el faria decidir treure-ho a la llum en forma de grup, amb el nom de Boney M.(Boney era el nom del personatge d'una sèrie de televisió d'Austràlia).
Encara que el grup ha tingut canvis en els seus membres, Maizie Williams sempre hi ha estat, des del principi. Claudia Berry, una de les primeres integrants, no satisfeta amb ser simplement cantant d'estudi, el va abandonar de forma inesperada el febrer de 1976, dies abans que el grup aparegués en un programa de televisió a Saarbrücken. Marcia Barret recomanà Liz Mitchell, que llavors estava en atur i havia estat membre de Les Humphries Singers , perquè reemplacés Claudia en el programa. Farian quedà impressionat amb la seva actuació i va entrar a formar part del grup i de la gravació del seu primer LP, Take The Heat Off Me.
Altres cançons que Farian havia gravat prèviament amb Marcia Barrett, l'altra vocalista, van ser Lovin' Or Leavin i Daddy Cool, que també van entrar a formar part d'aquell primer LP. La resposta comercial a l'àlbum va ser tèbia. Tanmateix, el grup va actuar per clubs i fires del país per promocionar i guanyar reputació. La gran oportunitat arribà al final d'aquell estiu quan el productor musical de TV Michael "Mike" Leckebusch, de Bremen, va sol·licitar una actuació per al seu programa Musikladen. Boney M. aparegué en directe el 18 de setembre de 1976 a les 10 de la nit amb el seu propi espectacle. Al final de la setmana següent Daddy Cool va ser núm. 1 a Alemanya. A partir de llavors tot va venir rodat.
Malgrat el seu èxit amb Boney M., la controvèrsia va seguir al fundador del grup, Frank Farian, perquè va estar implicat en l'escàndol de Milli Vanilli. Al contrari que aquest duet, a Boney M tant Bobby Farrell, la cara masculina del grup, com Maizie Williams cantaven a les gravacions. Ningú posava en dubte que els seus directes eren vius i altament competents, destacant el ball innovador de Farrell.

## Èxits
Rivers Of Babylon , originalment del grup jamaicà The Melodians i amb lletres parcialment basades en el salm 137, es va convertir en el segon major èxit de vendes al Regne Unit el 1978. Després que Rivers of Babylon comencés a baixar arribà Brown Girl in the Ring, que va assolir el número 2 de les llistes de vendes.
El grup també va arribar al número 2 de vendes al Regne Unit amb Mary's Boy Child / O My Lord, anteriorment gravat per Harry Belafonte. Un altre èxit va ser Ma Baker , sobre la criminal americana del mateix nom, i van ser rellevants èxits a Espanya altres temes com Feliz Navidad (versió d'un tema de José Feliciano) i el dedicat a El Lute. A Rússia va tenir gran èxit el tema Rasputin.
El 1986, deu anys després del seu llançament amb la seva formació original, el grup acumulava 18 discos de platí, 15 discs d'or i prop de 150 milions d'unitats venudes pel món. Aquell mateix any el grup desapareix, però es reuneixen de tant en tant per fer aparicions esporàdiques a televisió i recordar els seus èxits més populars.
A la llista dels singles més venuts del Regne Unit, Boney M. apareix en el cinquè i desè lloc amb els dos temes anteriors. són l'únic grup que apareix dues vegades en els deu primers llocs de les llistes; una gesta només igualada per Els Beatles.
Boney M., amb els seus sons sensuals i ritmes enganxosos, es va convertir en un dels grups més coneguts a tot el món, incloent-hi Àfrica i Àsia.
Quant a les cançons dedicades a personatges populars (Ma Baker, El Lute i Rasputin), malgrat ser temes ballables i classificats dins el gènere disco, llur lletra resumeix amb molt d'encert les vicissituds dels personatges corresponents.

## Discografia

### LPs
| Take the Heat Off Me (1976)                         | Daddy Cool, Take The Heat Off Me, Sunny, Baby Do You Wanna Bump, No Woman No Cry, Fever, Got A Man On My Mind, Lovin' Or Leavin', New York City, Perfect. |
| Love for Sale (1977)                                | Ma Baker, Love For Sale, Belfast, Have You Ever Seen The Rain, Gloria, Can You Waddle, Plantation Boy, Motherless Child, Silent Lover, A Woman Can Change A Man, Still I'm Sad, Ma Baker (Remix Version 1), Stories. |
| Nightflight to Venus (1978)                         | Nightflight To Venus, Rasputin, Painter Man, He Was A Steppenwolf, King of The Road, Rivers of Babylon, Voodoonight, Brown Girl In The Ring, Never Change Lovers In The Middle of The Night, Heart of Gold, Mary's Boy Child / Oh My Lord, Dancing In The Streets |
| Oceans of Fantasy (1979)                            | Let It All Be Music, Gotta Go Home, Bye Bye Bluebird, Bahama Mama, Hold On I'm Coming, Two of Us, Ribbons of Blue, Oceans of Fantasy, El Lute, No More Chain Gang, I'm Born Again, No Time To Lose, The Calendar Song, I See A Boat On The River, My Friend Jack. |
| Boonoonoonoos (1981)                                | Boonoonoonoos, Train To Skaville / Is Shall Sing, Silly Confusion, Ride To Agadir, Jimmy, African Moon, We Kill The World (Don't Kill The World), Homeland Africa, Malaika, Consuela Biaz, Breakaway, Sad Movies, Goodbye My Friend, Felicidad, Strange. |
| Christmas Album (1981)                              | Little Drummer Boy; White Christmas (Irving Berlin); Feliz Navidad (José Feliciano); Jingle Bells; Winter Fairy-Tale; Mary's Boy Child/Oh My Lord; Christmas Medley: Silent Night, Holy Night/ Snow Falls Over The Ground (Leise Rieselt Der Schnee)/ Hear Ye the Message; Petit Papa Noël; Zion's Daughter (Tochter Zion)(Traditional, Georg Friedrich Händel, Frank Farian, Fred Jay, Helmut Rulofs); When a Child Is Born; Darkness Is Falling; I'll Be Home for Christmas |
| Ten Thousand Lightyears (1984)                      | Exodus, Wild Planet, Future World, Where Did Yo Go, Ten Thousand Lightyears, I Feel Good, Somehwere In The World, Bel Ami, Living Like A Moviestar, Dizzy, The Alibama, Jimmy (Version), Barbarella Fortuneteller, The Carnival Is Over, Babysitter. |
| Eye Dance (1985) — Boney M. featuring Bobby Farrell | Young, Free And Single, Todos Buenos, Give It Up, Sample City, My Cherie Amour, Eye Dance, Got Cha Loco, Dreadlock Holiday, Chica Da Silva, Bang Bang Lulu, Mother And Child Reunion, I'm Alive |

### Recopilatoris
- The Magic of Boney M. - 20 Golden Hits (1980)
- Children of Paradise - The Greatest Hits of Boney M. - Vol. 2 (1981)
- Fantastic Boney M. (German CD Only) (1984)
- Kalimba de Luna - 16 Happy Songs (1984) - Boney M. amb Bobby Farrell
- Christmas with Boney M. (1984)
- The Best of 10 Years - 32 Superhits (1986)
- Die 20 schönsten Weihnachtslieder der Welt (1986)
- The 20 Greatest Christmas Songs (1986)
- Greatest Hits of All Times - Remix '88 (1988)
- Greatest Hits of All Times - Remix '89 - Volume II (1989)
- Ma Baker (1989)
- The Collection (1991)
- Daddy Cool - Star Collection (1991)
- Gold - 20 Super Hits (1992)
- The Most Beautiful Christmas Songs of the World (1992)
- The Greatest Hits (1993)
- More Gold - 20 Super Hits Vol. II (1993)
- Sunny (1995)
- Happy Songs (1996)
- Daddy Cool (1996)
- Painter Man (1996)
- Hit Collection (1996)
- Best In Spain (1996)
- The Best of Boney M. (1997)
- Norske Hits (1998)
- A Wonderful Christmas Time (1998)
- Christmas Party (1998)
- Ultimate (1999)
- 20th Century Hits (1999)
- 25 Jaar Na Daddy Cool (2000)
- The Ultimate Collection (2000)
- The Complete Collection (2000)
- Their Most Beautiful Ballads (2000)
- L'Essentiel (2001)
- Greatest Hits (2001)
- The Best of Boney M. - Original Hits (2001)
- The Greatest Hits (2001)
- Christmas Party (2003)
- The Magic of Boney M. (2006)
- Hit Collection (2007)
- Christmas With Boney M. (2007)
- The Collection (Boney M. Box Set) (2008)
- Rivers Of Babylon (A Best Of Collection) (2008)
- Ultimate Boney M. - Long Versions and Rarities (2008)
- Christmas Time (2008)
- In The Mix (2008)
- The Complete Boney M. - box set (2008)
- The Magic of Boney M. - The Danish Collection (Doble CD) (2008)
- Ultimate Boney M. - versions ampliades i rareses, Volum 2 (2009)
- Steel Box (2009)
- Let It All Be Music - The Party Album (2009)

### Singles
- Baby Do You Wanna Bump (1975)
- Daddy Cool (1976)
- Sunny (1976)
- Ma Baker (1977)
- Belfast (1977)
- Rivers of Babylon / Brown Girl in the Ring doble single (1978)
- Rasputin (1978)
- Mary's Boy Child / Oh My Lord (1978)
- Painter Man (UK only, 1979)
- Hooray! Hooray! It's a Holi-Holiday (1979)
- El Lute / Gotta Go Home doble single (1979)
- I'm Born Again / Bahama Mama doble single (1979)
- I See a Boat on the River / My Friend Jack doble single (1980)
- Children of Paradise / Gadda-Da-Vida doble single (1980)
- Felicidad (Margherita) (1980)
- Malaika / Consuela Biaz doble single (1981)
- We Kill the World (Don't Kill the World) / Boonoonoonoos doble single (1981)
- Little Drummer Boy / 6 Years of Boney M. Hits (Boney M. on 45) doble single (1981)
- The Carnival Is Over / Going Back West doble single (1982)
- Zion's Daughter (1982)
- Jambo - Hakuna Matata (No Problems) (1983)
- Somewhere in the World (1984)
- Kalimba de Luna (1984)
- Happy Song - Boney M. i Bobby Farrell amb the School Rebels (1984)
- My Chérie Amour (1985)
- Young, Free and Single - Boney M. featuring Bobby Farrell (1985)
- Daddy Cool (Anniversary Recording '86) (1986)
- Bang Bang Lulu (1986)
- Rivers of Babylon (Remix '88) / Mary's Boy Child / Oh My Lord (Remix '88) - Boney M. Reunion '88 doble single (1988)
- Megamix (1988)
- The Summer Mega Mix (1989)
- Malaika (Lambada Remix) (1989)
- Everybody Wants to Dance Like Josephine Baker (1989, withdrawn)
- Stories (1990)
- Christmas Mega Mix (1992)
- Megamix (1992)
- Brown Girl in the Ring (Remix '93) (1993)
- Ma Baker (Remix '93) (1993)
- Papa Chico - Boney M. feat. Liz Mitchell (1994)
- Somebody Scream - Ma Baker - Boney M. vs. Horny United/Sash! (1999)
- Daddy Cool '99 - Boney M. 2000 feat. Mobi T. (1999)
- Hooray! Hooray! (Caribbean Night Fever) - Boney M. 2000 (1999)
- Sunny (Remix) - Boney M. 2000 (2000)
- Daddy Cool 2001 (2001)
- Sunny (Mousse T. Remix) (2006)
- Felicidad America (Obama-Obama) - Boney M. feat. Sherita O. & Yulee B. (2009)